# NGC 7097
NGC 7097 (другие обозначения — PGC 67146, ESO 287-48, MCG -7-44-29, AM 2137-424) — эллиптическая галактика (E5) в созвездии Журавль.
Этот объект входит в число перечисленных в оригинальной редакции «Нового общего каталога».